# Каравелово (област Пловдив)
Вижте пояснителната страница за други значения на Каравелово.
Каравелово е село в Южна България. То се намира в община Карлово, област Пловдив.

## География
Село Каравелово се намира в Южен-централен регион на България.
Селото се намира в полите на Средна гора (районът е наричан от местните хора Каравеловския Балкан) и в Стрямската розова долина. Къщите, които са около 1000, са построени върху северните скатове на Средна гора.
Селото има 1630 жители, а землището му е около 80 000 дка. Местоположението на селото е благоприятно за отглеждане на маслодайна роза, мента, лавандула и лозя.
Животновъдството е развито предимно в отглеждането на крави, кози и овце.
Климатът е умерен.

## История
От 1934 г. Горно Кюселери носи името Каравелово По-късно към него е присъединено и село Мали Богдан. Старото му име е Гиллери. 2-те села са били разделени от река Татлъ дере. При избухването на Балканската война в 1912 г. един човек от Горно Кюселере е доброволец в Македоно-одринското опълчение.
В района на Културния дом има паметни плочи на опълченеца Стоян Минчев – Комитата и на загиналите жители на с. Каравелово по време на войните. През октомври 2012 година е открита паметна плоча на основателите на читалището.
В селото има 2 църкви. Църквата „Света Богородица“ е построена през 1864 г., а през 1870 г. – църквата „Свети Архангел Михаил“. След демократичните промени църквите са реставрирани и действащи. Църквата „Света Богородица“ е обявена за национален исторически паметник. Основната религия е православно-християнската. Заселници основават евангелистка църква и намират последователи.
През 1960 г. е построен голям и красив културен дом, с просторна библиотека и салон с около 500 места (кмет по това време е Иван Ненов). Сградата е място за много културни мероприятия – празненства, кинопрожекции, младежки забави, концерти, гостуват много театрални състави от столицата и страната.
През 1903 г. е основано читалище „Пробуда“. Обособява се етнографски музей. Създава се гъдуларски състав, който печели много отличия. Закупени са музикални инструменти и уредби за естраден оркестър, който редовно организира забави. В началото на 70-те години на XX век се създава кукерски състав „Белодрешковци“. Местният театрален състав всяка година подготвя по една нова постановка. Има школи по акордеон и цигулка, водени от квалифицирани преподаватели от Карлово и Пловдив.
Роденият в с. Каравелово скулптор проф. Ненко Маров подарява постоянна експозиция от лични творби и изработени от негови студенти, която за жалост по-късно е разграбена и унищожена.
След 1989 г. по политически и финансови причини, а също така и поради лични конфликти, работата на читалищните дейци е саботирана и това води до разпад на богатата и разнообразна дейност.
С добро име се ползва групата за стари градски песни към пенсионерски клуб „Детелина“, която въпреки трудностите функционира и е носителка на многобройни награди от регионални и национални конкурси. Добре се представя и групата за автентични и обработени песни, а също така и кукерският състав „Белодрешковци“.
През 70-те години на XX век са построени спортна зала, стадион със седалки и плувен басейн. Стадионът е един от малкото селски стадиони с осветление. На него се провеждат футболни състезания, спартакиади и традиционния събор на 24 май. Впоследствие спортните съоръжения са занемарени.
Училището в селото съществува от 1912 г. Заради недалновидна политика, липса на местни учителски кадри и недостатъчен брой деца, с решение на Общински съвет – Карлово, от 1 септември 2006 г. училището е закрито. Учениците трябва да пътуват до Сопот и Карлово. Училищната сграда стои неизползваема и се руши.
Детската градина е построена през 1968 г. ЦДГ „Детелина“ функционира с една група. Базата е в много добро състояние, но децата постоянно намаляват.
От началото на 2004 г. започва работа нова здравна служба в селото. Жителите на с. Каравелово ползват услугите на лични лекар и стоматолог.
В село Каравелово живеят българи. Има 10 цигански семейства, едно японско и 2 английски.
Населението на селото застарява. Безработицата е голяма, младите хора напускат. За задоволяване потребностите на хората в село Каравелово има шест магазина и два ресторанта („Средна гора“ и „При реката“ с хотелска част), аптека, поща, кабелна телевизия и интернет.
Има сравнително добре развит транспорт до Сопот и Карлово, но пътищата са лоши, особено в селото.
Водопроводната мрежа е много стара, с огнеустойчиви азбестоциментови (които са канцерогенни) тръби, и отдавна се нуждае от замяна. Само живеещите до дола и реката имат на разположение изграден и действащ тръбен канал за отвеждане на отходни води от кухненски помещения и санитарни възли.

## Културни и природни забележителности
Селото се намира в подножието на Средна гора. Надморското равнище е от 300 до 450 м. Каравелово има детска градина, читалище и библиотека. Има чудни гори и дестинации за разходки и походи. Удобни за туризъм са маршрутите до вилна зона Копчов азмак, Марова сая, Севрията, бившия пионерски лагер Алтъ пърмак, хижа „Фенера“, хижа „Средногорец“ и хижа „Чивира“.

## Галерия
- Читалище „Пробуда“
- Централният площад
- Кметството и Пощата
- Здравната служба

## Личности
- Проф. Ненко Марков Маров

Роден е на 12 септември 1933 година в село Каравелово.
- Проф. д-р Николай Лилов Божков – педагог. Роден е на 30 април 1938 година.
- Доц. Иван Лилов Налбантов – актьор и писател
- Иван Налбантов

- Стефан Василев Комитов – скулптор
- Итьо Итев – актьор
- Димитър Баталов – икономист
- Евгения и Матей Шаламанови – учители
- Йосиф Стефанов Додов – учител в ОУ „Димитър Благоев“.
- д-р Светозар Матев Шаламанов военен лекар – психиатър, невролог, ОТМС. Роден е на 10.07.1936 г.
- д-р Делян Савов,успешен хирург в Амстердамската болница „Лов Соса“ и първенец във випуска си в Харвард.

## Редовни събития
Съборът на селото се състои на 24 май.
Награждаването на д-р Делян Савов с ордена на Каравелово.